# فيليكس تشيسكيدي
فليكس تشيسكيدى (بالفرنسية: Félix Antoine Tshisekedi Tshilombo)‏ (مواليد 13 يناير 1963 في كينشاسا ) هو زعيم حزب الاتحاد من أجل الديمقراطية والتقدم الاجتماعي أقدم وأكبر حزب معارضة في جمهورية الكونغو الديمقراطية. انتخب رئيساً للكونغو في 9 يناير 2019.

## روابط خارجية
- فليكس تشيسكيدى على موقع مونزينجر (الألمانية)